# Ражба Яків Самійлович
Я́ків Самі́йлович Ра́жба (29 серпня 1904, Кременчук — 2 січня 1986, Київ) — український радянський скульптор; член Спілки радянських художників України з 1938 року.

## Життєпис
Народився 16 [29] серпня 1904 року у місті Кременчуці (нині Полтавська область, Україна). Упродовж 1924—1929 років навчався у Харківському художньому інституті, був учнем Бернарда Кратка, Леонори Блох. Ще будучи студентом виконував декоративно-скульптурні роботи на будівництвах Харкова і Донбасу, ілюстрував книги.
У 1930-х роках працював переважно над скульптурними оздобами Харкова, Луганська й інших міст. У 1941—1945 роках працював у Тбілісі, а з 1945 року — в Києві. Член КПРС з 1952 року. Мешкав у Києві в будику на вулиці Дашавській, № 27, квартира № 55. Помер у Києві 2 січня 1986 року.

## Творчість
Працював у галузі монументальної та станкової скульптури. Серед робіт:
станкова скульптура
- «Бандурист» (192, 1926, суха глина; 1960, гіпс);
- «На Тарасовій горі» (1942, гіпс тонований);
- «Катерина» (1955, оргскло; 1956, бронза);
- «Лілея» (1957, біла теракота, Національний музей Тараса Шевченка; 1958, 1960, майоліка; 1964, оргскло; 1964, майоліка, Луганський обласний художній музей);
- «Тополя» (1957, теракота; Національний музей Тараса Шевченка; 1960, кольорова теракота; 1964, оргскло);
- «Мавка» (1960, майоліка; Київський літературно-меморіальний музей Лесі Українки);
- «Німфа» (1960);
- «О доле моя! Моя країно!» (1961, гіпс тонований);
- «Квітень» (1961);
- «Без долі», за поемою «Катерина» (1963, пластмаса, Національний музей Тараса Шевченка);
- «Партизан» (1968, теракота);
- «Лев Толстой» (1969, теракота);
- «Стара казка» (1969, теракота);
- «Андрій Рубльов» (1969, теракота);
- «Михайло Врубель» (1969, теракота);
- «Феофан Грек» (1970, теракота);
- «Дон Кіхот і Санчо» (1971, теракота);
- «Сліпий бандурист» (1972, теракота);
- «Кентаври» (1972);
- «Цирк» (1972);
- «Гусляр» (1974);
- «Гомер» (1977);
- «Матір» (1982).

У натуральний розмір виконав «Портрет Тараса Шевченка» (оргскло), наполовину меншою за натуру — скульптури «Шевченко-солдат» (гіпс; обидва — 1966), «Шевченко. Захалявна книжечка» (гіпс, 1979).
монументальні роботи
- пам'ятник Феліксу Дзержинському в Штерівці (1933, бетон; співавтор Лев Муравін);
- монументально-скульптурний фриз «Оборона Луганська» для мастерського клубу в Луганську (1934—1935, у співавторстві з Олександром Волькензоном, Костем Бульдиним та Андрієм Дараганом);
- декоративні горельєфи «З поля», «Вихідний день» для залу Робітничого театру в Дніпропетровську (1936—1937, у співавторстві з Костем Бульдиним та Андрієм Дараганом);

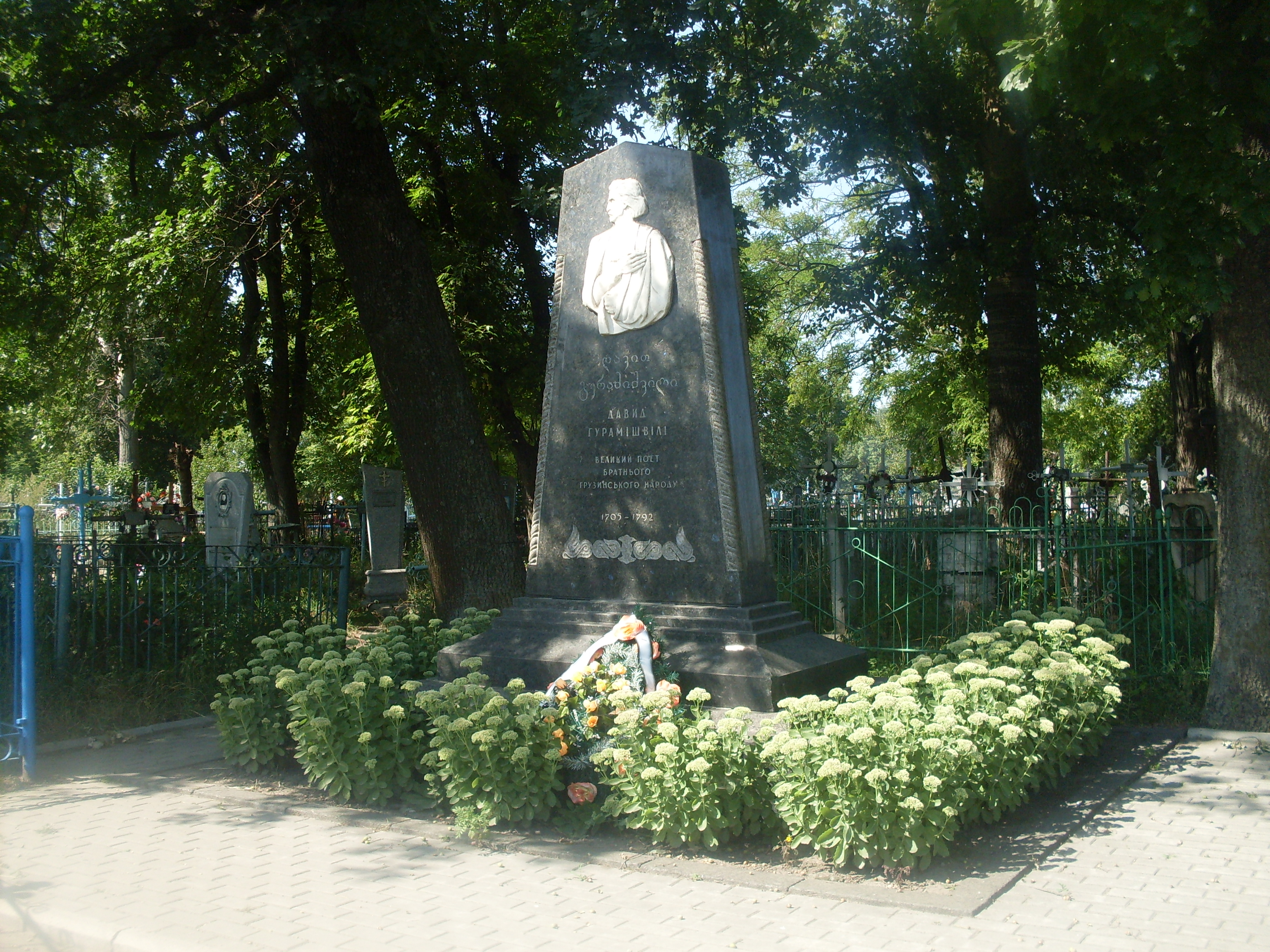
Надгробний пам'ятник Давиду Ґурамішвілі.

- надгробний пам'ятник Давиду Ґурамішвілі в Миргороді — чотириграний обеліск з барельєфом поета (1949, мармур, граніт, висота 2,75 м; архітектори К. Джанашія, Ш. Чедія)[2];
- пам'ятник односельчанам, які загинули у роки німецько-радянської війни у Котельві (1981).

Брав участь у конкурсах на проєкт пам'ятника Тарасові Шевченкові:
- у 1930 році з роботою «Шевченко-бунтар» (гіпс) та у 1933 році для Харкова (у співавторстві);
- у 1937 році для пам'ятника на могилі Тараса Шевченка в Каневі (у складі творчого колективу виконав гіпсовий проєкт).

У 1966 році, разом із архітектором Йосипом Каракісом, скульптором Євгеном Жовніровським та художником Зіновієм Толкачовим виконав конкурсний проєкт для меморіалу «Бабин Яр», ідея якого полягала в тому, що Бабин Яр — це величезна братська могила, по якій не можна ходити, із 15—20-метровою фігурою матері у скорботі, до якої вів би пандус над Куренівкою. Проєкт був відзначений першою премією, проте не був реалізований.
Брав участь у республіканських виставках з 1935 року, всесоюзних — з 1961 року. Персональна виставка відбулася у Києві у 1970 році.
Крім згаданих музеїв, роботи скульптора зббергаються у Національному художньому музеї України у Києві, Донецькому, Севастопольському, Сумському, Чернігівському художніх музеях.